# Равненско градище
Равненско градище e защитена местност в България. Намира се в землището на село Равна.
Защитената местност е обявена на 2 юни 2005 г. с цел „запазване на характерен ландшафт и опазване и поддържане на условията на местообитанията на защитени растителни видове, като лаврово бясно дърво, и уязвими растителни видове, като самодивско цвете и бодлив залист, както и с цел предоставяне на възможности за развитие на екотуризъм“. Има площ от 186,03 хектара.